# Zborówek (gromada)
Zborówek – dawna gromada, czyli najmniejsza jednostka podziału terytorialnego Polskiej Rzeczypospolitej Ludowej w latach 1954–1972.
Gromady, z gromadzkimi radami narodowymi (GRN) jako organami władzy najniższego stopnia na wsi, funkcjonowały od reformy reorganizującej administrację wiejską przeprowadzonej jesienią 1954 do momentu ich zniesienia z dniem 1 stycznia 1973, tym samym wypierając organizację gminną w latach 1954–1972.
Gromadę Zborówek z siedzibą GRN w Zborówku utworzono – jako jedną z 8759 gromad na obszarze Polski – w powiecie buskim w woj. kieleckim, na mocy uchwały nr 13a/54 WRN w Kielcach z dnia 29 września 1954. W skład jednostki weszły obszary dotychczasowych gromad Zborówek, Biskupice, Książnice i Zalesie (bez wsi Zalesie) oraz część przysiółka powstałego na gruntach parcelacji Komorów pod nazwą „Grabowica” z dotychczasowej gromady Komorów, wszystkie ze zniesionej gminy Pacanów w tymże powiecie. Dla gromady ustalono 17 członków gromadzkiej rady narodowej.
29 lutego 1956 z gromady Zborówek wyłączono: a) część przysiółka Grabowice powstałego na gruntach parcelacji Komorów, włączając ją do gromady Komorów w tymże powiecie; oraz b) kolonię Zalesie, włączając ją do gromady Gace Słupieckie w tymże powiecie.
Gromadę zniesiono 31 grudnia 1959, a jej obszar włączono do gromady Pacanów.